# Frane Poparić
Frane Poparić  je bio nogometaš i trener Split. Igrao je tijekom 70-ih godina 20. stoljeća. 